# Onthophagus caelator
Onthophagus caelator är en skalbaggsart som beskrevs av Vladimir Balthasar 1967. Onthophagus caelator ingår i släktet Onthophagus och familjen bladhorningar. Inga underarter finns listade i Catalogue of Life.